# ادیت سیتول
دام ادیت لوئیزا سیتول (به انگلیسی: Dame Edith Louisa Sitwell) (زاده ۷ سپتامبر ۱۸۸۷ - درگذشته ۹ دسامبر ۱۹۶۴) شاعر و منتقد انگلیسی
وی بنیانگذار شعر آبستره می‌باشد

## آثار
- خانه‌های شون (۱۹۱۸)
- مادر و اشعار دیگر (۱۹۱۸)
- سر در (۱۹۲۲)
- زیبای خفته (۱۹۲۴)
- سوداگران کرانه زر (۱۹۲۹)
- اشعار خیابانی (۱۹۴۲)
- باغبان و منجمان (۱۹۵۳)
- مطرودین (۱۹۶۲)
- من زیر آفتاب سیاهی زندگی می‌کنم (۱۹۳۷)
- لذت شاعری
- موسیقی و تشریفات

## گفتاورد
من در برابر حماقت شکیبا هستم، اما نه برابر کسانی که به آن می‌بالند
I am patient with stupidity, but not with those who are proud of it